# دیوید انسکگ

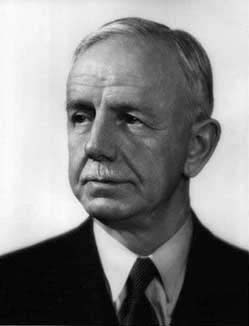
دیوید انسکگ، ریاضی - فیزیک‌دان سوئدی

 دیوید انسکگ (انگلیسی: David Enskog؛ زاده ۲۲ آوریل ۱۸۸۴ درگذشته ۱ ژوئن ۱۹۴۷) ریاضی‌دان و فیزیک‌دان اهل سوئد بود.